# Galeria Pomorska
Galeria Pomorska – trzecie co do wielkości centrum handlowo-usługowo-rozrywkowe w Bydgoszczy, po Zielonych Arkadach i Focus Mall. Łączna powierzchnia handlowa obiektu wynosi 40 000 m², z czego galeria handlowa stanowi 30 000 m², hipermarket Carrefour – 10 000 m², część rozrywkowa – 2 460 m², część restauracyjna – 1400 m². Na galerię handlową składa się 140 sklepów i lokali usługowych oraz część rozrywkowa, w której mieści się kino Helios.
Centrum zostało otwarte w kwietniu 2003. Znajduje się przy ul. Fordońskiej, przy drodze krajowej 80. Od lipca 2013 do września 2015 trwała rozbudowa sklepu, dzięki której powstało 40 nowych lokali.
Właścicielem galerii jest Pomorska Investments Sp. z o.o., a zarządcą – firma Savills Property Management Sp. z o.o..

## Galeria

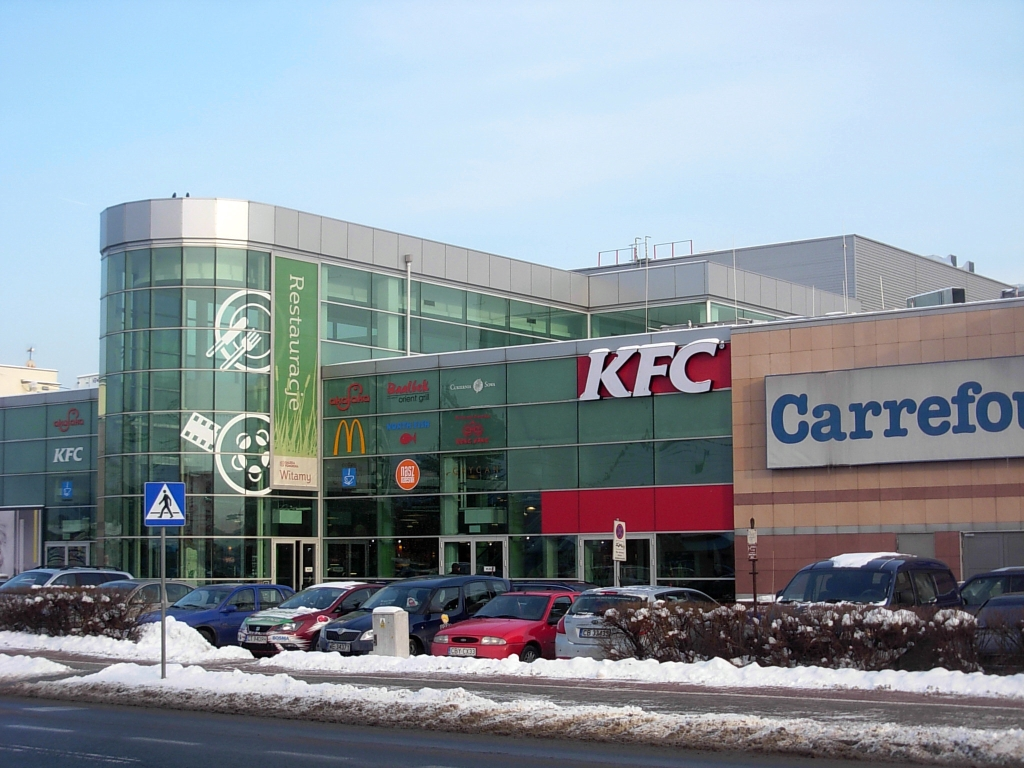
Od ul. Fabrycznej